# الشايقاب
الشايقاب  قرية أُسست في السودان عام 1850م، وتبعد 18 كيلومتر غربى مدينة وَدْ مَدَنِي،  وهي أحد قرى مشروع الجزيرة الزراعي،  ومعظم قاطنيها ينتمون لقبيلة العركيين و بها نظارة قبيلة العركيين. يسكن في الحي الشرقي المكمل للقرية قبائل الفلاته والهوسا وغيرها من القبائل.

## الموقع
الشايقاب إحدى تفتيشات مشروع الجزيرة الزراعي وإحدى قرى مشروعه، وتبعد 18 كيلومتراً غربى مدينه ود مدنى.

## المعالم والمباني
الشايقاب بها مدارس الأساس للبنين والبنات والمرحلة الثانوية بالإضافة إلى 3 مساجد، وأهم المعالم الحضارية فيها هي أراضي المشروع الزراعية، وسرايا الشايقاب.

## الزراعة
تحيط بقرية الشايقاب أراضٍ زراعية مروية صناعياً وتنتج خيرات وفيرة مثل القطن والذرة والفول السوداني والقمح، ويوجد بها تربية المواشي وتجار الأدوات المنزلية.

## الأعلام
من أعلام هذه المنطقة ممن ترقى في سلالم التعليم بأنواعه الأكاديمي والاجتماعي والكثير من الأطباء والمهندسين والاداريين والمعلمين والضباط، منهم:
- د. مجتبى علي إبراهيم رئيس قسم التاريخ بجامعة الخرطوم سابقا.
- د. يوسف علي يوسف عميد كلية هندسة المياه والبيئة سابقا.
- د. أحمد يوسف عبد الرحيم.
- د. محمد أحمد البشير.
- د. علي محمد علي.
- د. أبوعاقلة يوسف.
- وعبد القادر والطيب محمد أحمد من مؤسسي التعليم والرياضة بحي الكريبة بود مدني.
- قائد المظلات السوداني العقيد عبد الباقي الذي استشهد باليمن.[10]

## طبيعة السكان
عُرفت الشايقاب بالتعليم،  ويغلب على سكان الشايقاب الطابع الصوفي مع وجود غيره من المذاهب ويرجع سبب ميولهم إلى التصوف لموقع القرية بالقرب من مراكز التصوف في المنطقة ومنها: طيبة الشيخ عبد الباقي، وأبوحراز، والطحة. كما أنها كانت متجمعا للشعراء والمبدعين الذين يأتون من المدن للتأمل في هذه الطبيعة.